# 1963 في سويسرا
فيما يلي قوائم الأحداث التي وقعت خلال عام 1963 في سويسرا.

## أفلام
من الأفلام التي صدرت هذه السنة في سويسرا:
- 12 يونيو – كليوباترا من إخراج Rouben Mamoulian [الإنجليزية]‏، جوزيف مانكيفيتس، داريل فرانسيس زانوك.[1]

## مواليد

### يناير
- 9 يناير – مارتين رويدا لاعب كرة قدم سويسري.[2]

### أبريل
- 10 أبريل – دوريس ليوتار[3]
- 23 أبريل – مارتن برونر لاعب كرة قدم سويسري.[4]

### يونيو
- 13 يونيو – بتينا بانج
- 22 يونيو – لويجي فورلان درّاج طريق إيطالي.

### يوليو
- 11 يوليو – والتر ثورنهر

### أغسطس
- 11 أغسطس – اندرياس كريمر[5]
- 15 أغسطس – ستيفان ليهمان لاعب ومدرب كرة قدم سويسري.[6]

### أكتوبر
- 6 أكتوبر – توماس بيكل لاعب كرة قدم سويسري.[7]
- 25 أكتوبر – مايك مولر ممثل سويسري.[8]

### نوفمبر
- 7 نوفمبر – والتر بيانكي لاعب كرة قدم إيطالي.[9]

### ديسمبر
- 7 ديسمبر – كورين ماير كاتبة فرنسية.[10]

## وفيات

### يناير
- 1 يناير – ماكس كوفمان (مواليد 1886)